# Russische Staatliche Universität der Justiz
Die Russische Staatliche Universität der Justiz (russisch Российский государственный университет правосудия, РГУП) ist eine Hochschule in Russland und wurde 1998 per Erlass des russischen Präsidenten als Russische Akademie der Justiz gegründet. Im Jahr 2014 erhielt die Universität ihren heutigen Namen.
Derzeitiger Rektor ist Walentin Jerschow. Zur Universität gehören ihre Außenstellen in Kasan, Sankt Petersburg, und Simferopol.